# Пасечный нож
Пасечный нож изогнут у ручки основания под прямым углом, как мастерок каменщика. Сделано это для удобства раскрытия сот, так как пчёлы хранят мёд в закрытых восковых пластинах. Затачивают стальной пасечный нож только с нижней стороны. Конец его заострён для более мягкого извлечения медовых ячеек из выбоин сот и некоторых углублений. Пасечный нож считают незаменимым инструментом в работе с мёдом. Правильно подобранный нож способствует облегчению процесса сборки мёда.
Для удобства распечатывания сот нож подвергают термообработке в горячей воде — так при срезе восковой плёнки он сохраняет ячейки неповреждёнными. Опытные пасечники используют два ножа одновременно — отделяют восковую печатку одним, пока второй нагревается. В наши дни применяют ножи со встроенным парогенератором, либо электрические. Фермы, имеющие крупное промышленное производство, используют автоматизированные сотораспечатывающие станки.
Основная задача пчеловода — выкачка мёда из рамок. Во время этого процесса специальным ножом убирают верхний восковой слой с рамы, именно им пчёлы запечатывают мед.

## Основные типы и предназначение пасечных ножей
Для выполнения срезания крышек у сот требуется наличие только качественных ножей. Изготавливают такие ножи из металла, придавая им особую форму. Для удобства вскрытия сот кончик ножа делают заостренным, а лезвия имеют двухстороннюю заточку. Форма ручки пасечного ножа немного изогнута.

## Основные типы пасечных ножей
Стандартный, без наличия подогрева. Раскрытие сот происходит при помощи регулярного погружения ножа в горячую воду. Благодаря разогретому лезвию воск не накапливается на ноже. Однако из-за быстрого охлаждения их необходимо часто менять, поэтому в наличии у пасечника должно быть несколько запасных ножей.
С электрическим подогревом. Данный тип наиболее часто используют для домашних пассик, изготовить его можно из обычной косы. Так же приобретают ножи уже со встроенным нагревательным элементом, и с понижающим трансформатором. Изготавливают его из нержавеющей стали.
Пасечный паровой нож, производят его из алюминия.
Наиболее комфортабельным в работе считается электрический пасечный нож, только он имеет функцию контроля нагрева температуры.

## Главные достоинства пасечных ножей
- подогретые лезвия упрощают распечатывание сот;
- выплавляются из нержавеющей стали;
- данная продукция имеет невысокую цену, бывают периодические скидки;
- возможна доставка любым видом почты;
- ручные ножи изготавливают из качественных деревянных пород.[3]